# Gyromagnetische verhouding

Precessie met positieve en negatieve gyromagnetische verhouding

De gyromagnetische verhouding γ is in de natuurkunde de verhouding tussen magnetisch moment en impulsmoment. Soms wordt de term ook gebruikt voor verwante begrippen zoals de g-factor g, een dimensieloos getal.

## Klassieke natuurkunde
Voor een klassieke roterende ladingsverdeling geldt dat wanneer de massa m op dezelfde manier verdeeld is als de lading q, dat γ gegeven is door de verhouding van lading tot massa:
{\displaystyle \gamma ={\frac {q}{2m}}.}
Dit wordt bewezen door het magnetische moment m te schrijven als het product van een lusstroom I en de oppervlakte van de cirkel A met straal r:
{\displaystyle m=IA={\frac {qv}{2\pi r}}\ \pi r^{2}={\frac {q}{2m}}\ mvr={\frac {q}{2m}}\ L,}
waar L het impulsmoment is.